# 杉並製薬
杉並製薬株式会社（すぎなみせいやくかぶしきがいしゃ）は、各種健康食品の企画・製造・販売を事業とする日本の企業。

## 概要
2022年、杉並製薬株式会社を設立。たんぱく質補給食品『コロバンたんぱく』をはじめ、健康補助食品を主力に通信販売事業を行う。

## 企業理念
理念は「日本のらくらく世代（シニア世代）を強く、美しく」

## 沿革
- 2022年 1月 - 「杉並製薬株式会社」を設立

## 商品

### 商品一覧
- コロバンたんぱく[1]